# Louis Rémy Sabattier
Louis Rémy Sabattier (23 de maio de 1863 – 1935) foi um artista francês mais conhecido por seu trabalho para a revista l'Illustration ao longo de um período de quarenta anos.

## Primeiros anos

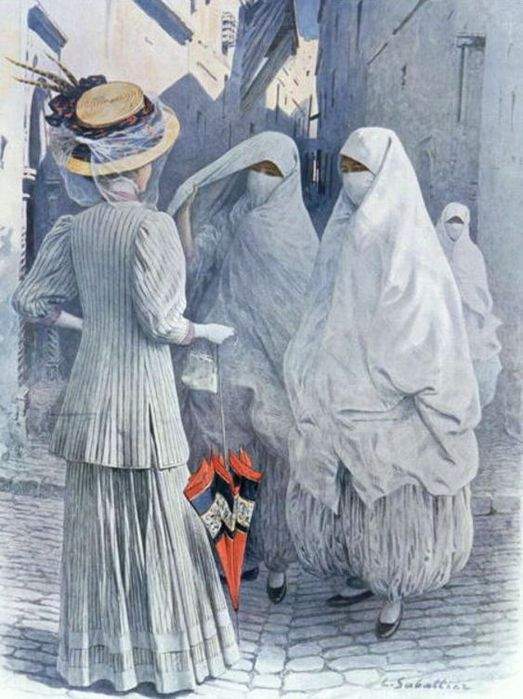
Mulher Europeia na Argélia (1910)

Louis Rémy Sabattier nasceu em Annonay, Ardèche em 23 de maio de 1863. Em 1878 ingressou na École des Beaux-Arts de Saint-Étienne. Mudou-se para Paris, onde entrou nos estúdios de Jean-Léon Gérôme (1824–1904) e depois Gustave Boulanger (1824–88). Ele estudou com Gustave Boulanger na Academia Julian em Paris.

## Carreira
Sabattier começou a trabalhar colaborando na criação de grandes panoramas, principalmente de Rezonville e de Reichshoffen. Ele se tornou um membro da Société des Artistes Français em 1890. Os primeiros desenhos de Sabattier da vida parisiense apareceram na l'Illustration em 1895. Para a l'Illustration ele viajou à Tonquim, Rússia, Abissínia e depois Morocco com Hubert Lyautey. Em 1912, ele completou uma longa jornada na China, visitando Xangai, Tianjin e Pequim em um momento de turbulência política.
Sabattier era modesto e gentil e fez muitos amigos. Além da dedicação à sua arte, foi um excelente linguista e desde a infância teve um grande amor pelo mar, tornando as marinhas muito apreciadas. Louis Rémy Sabattier morreu em Nice em 1935, com 72 anos.

## Obras
O trabalho de Sabattier combinou elegância, originalidade e humor. Seu obituário observou que "seu lápis não era afiado em comparação com os desenhos cruéis de Sem, seu contemporâneo". Ele é conhecido por suas representações dos primeiros dias do automobilismo. Ele retratou a moda, as visitas oficiais estrangeiras de soberanos e presidentes, sessões parlamentares e grandes julgamentos. Ele também fez pinturas e aquarelas altamente realistas da Primeira Guerra Mundial.
Após a guerra, Sabattier fez uma viagem ao Extremo Oriente, de onde relatou histórias surpreendentes em textos, desenhos e pinturas. Ele também ilustrou muitos romances. Sua esposa doou muitos de seus desenhos, esboços e pinturas para o Museu de sua cidade natal, Annonay, para onde ele sempre retornou durante sua vida.

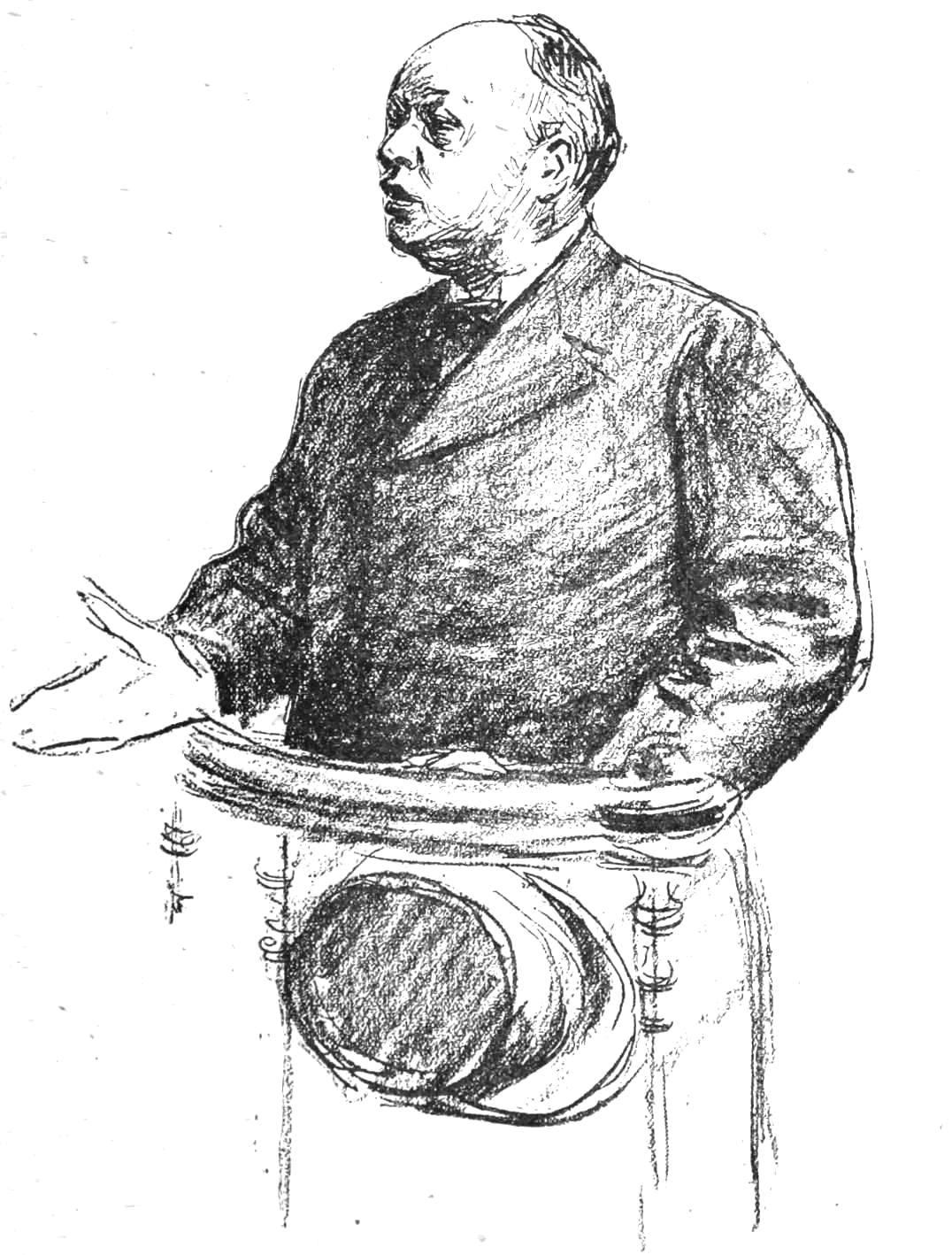
Thévenet (6.ª sessão do julgamento de Zola - 1898)
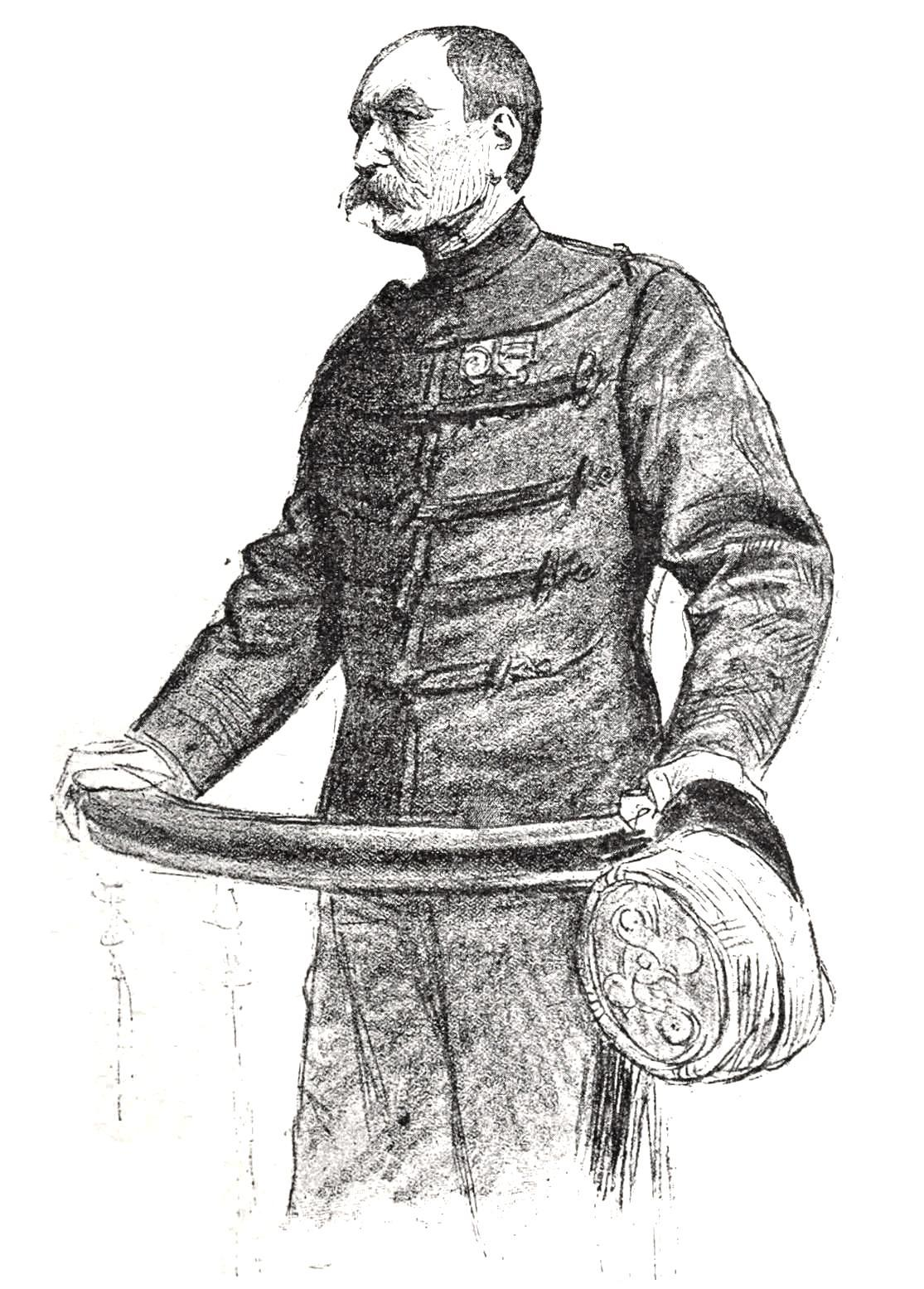
General brigadista Georges-Gabriel de Pellieux (7.ª sessão do julgamento de Zola - 1898)
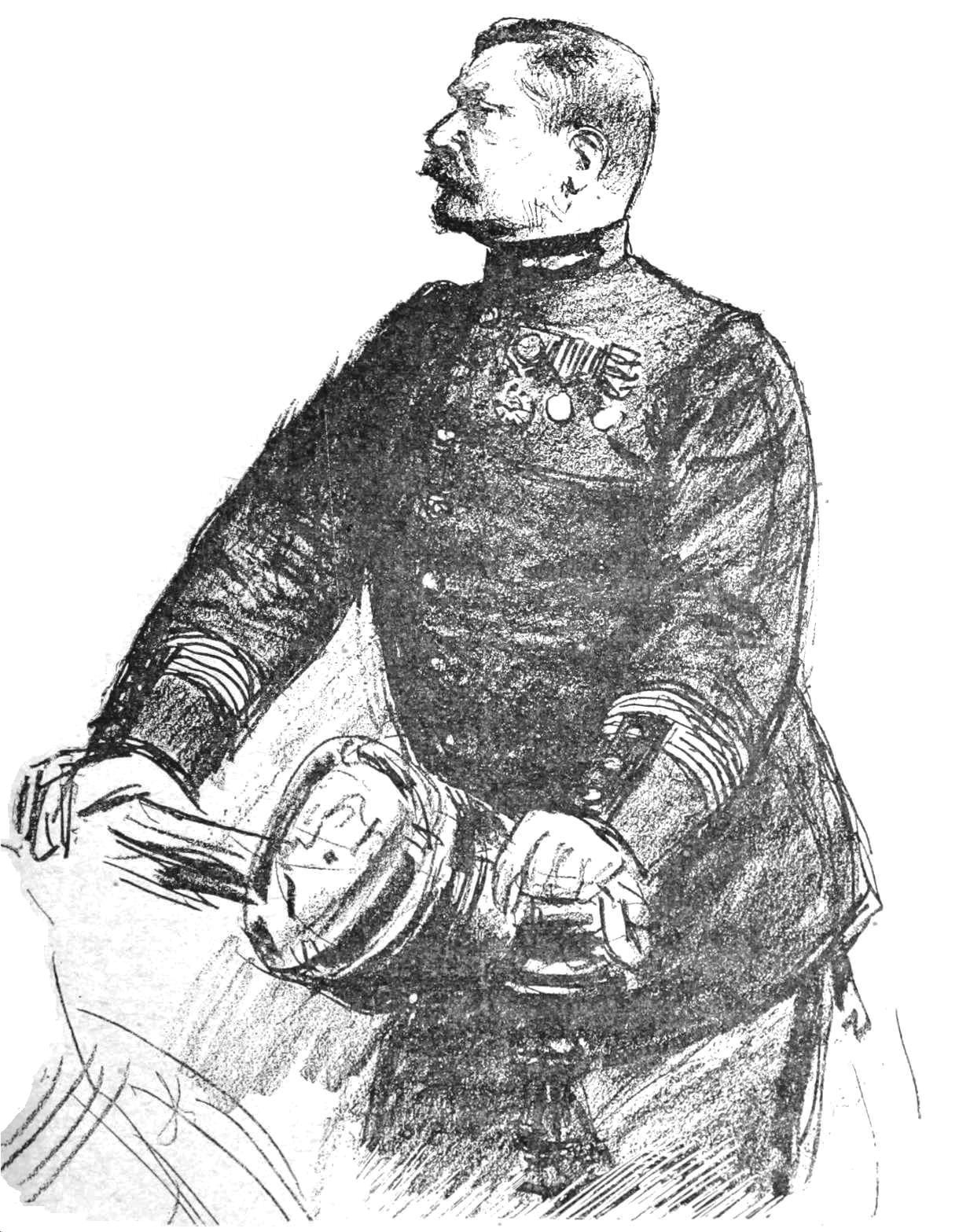
Tenente-coronel Hubert-Joseph Henry (10.ª sessão do julgamento de Zola - 1898)
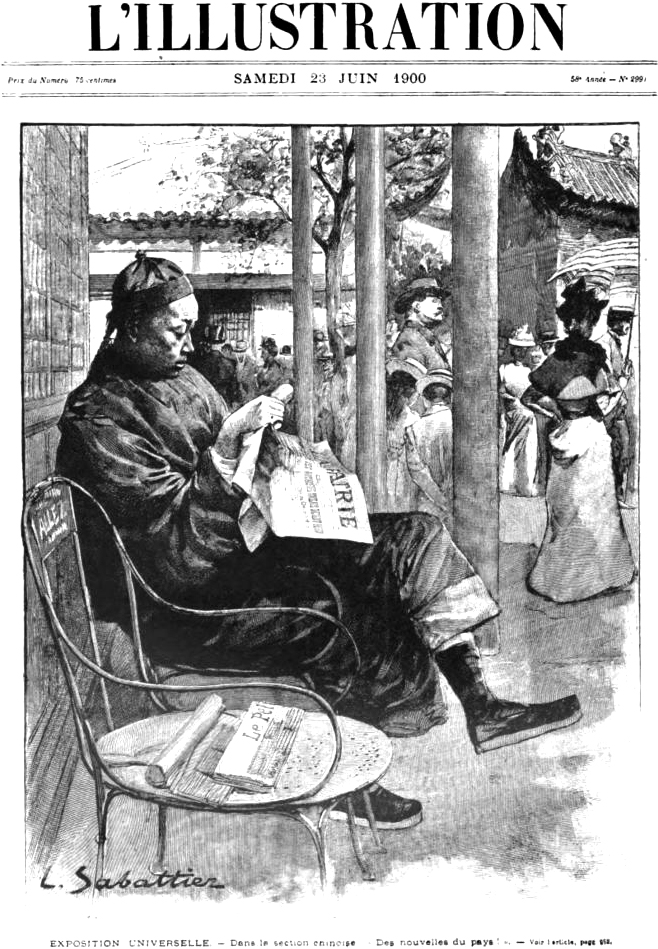
Exposição Mundial - Na seção chinesa (1900)
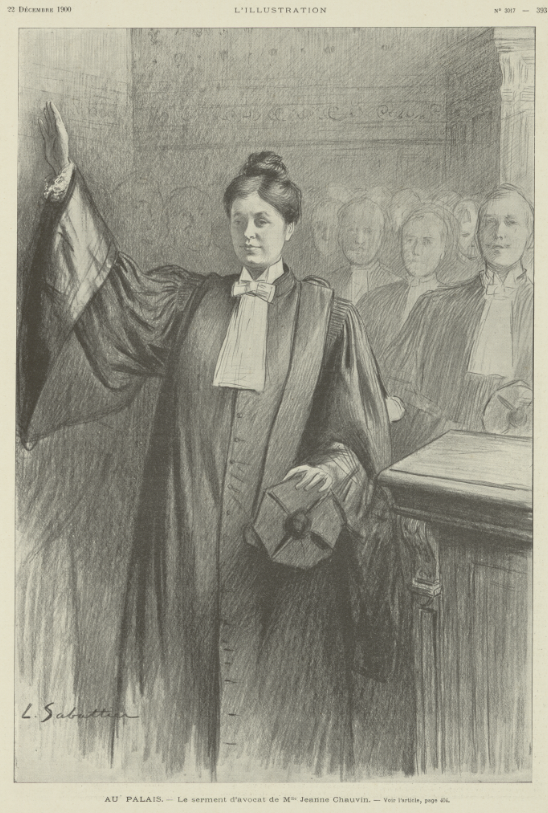
Jeanne Chauvin, a segunda mulher na França a prestar juramento como advogada (Dezembro de 1900)
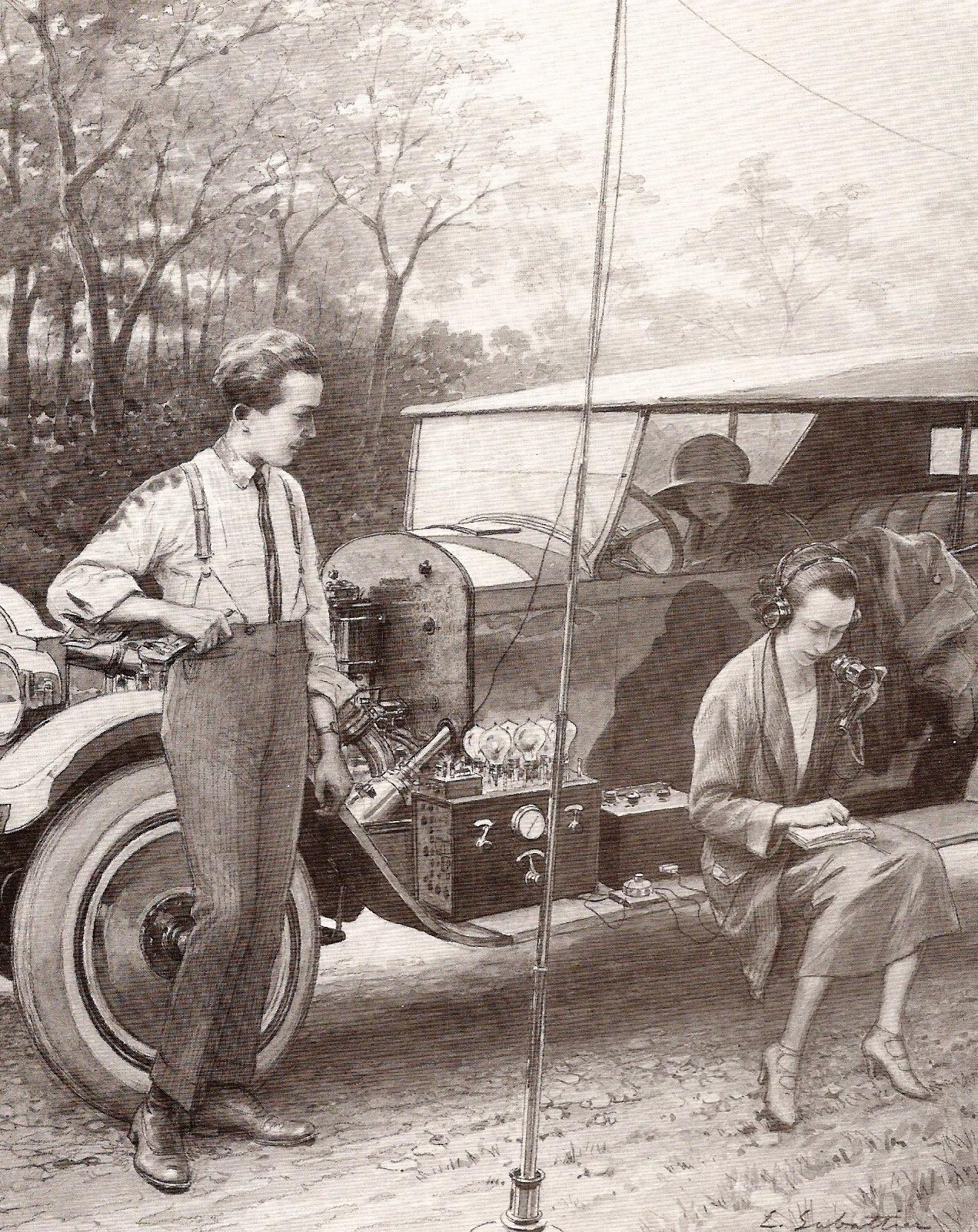
Transmissor/receptor de rádio para obter conselhos de um mecânico em caso de falha (1923)